# Bloxamia truncata
Bloxamia truncata är en svampart som beskrevs av Berk. & Broome 1854. Bloxamia truncata ingår i släktet Bloxamia och familjen Helotiaceae.   Inga underarter finns listade i Catalogue of Life.